# تسريب وثائق حرب أفغانستان

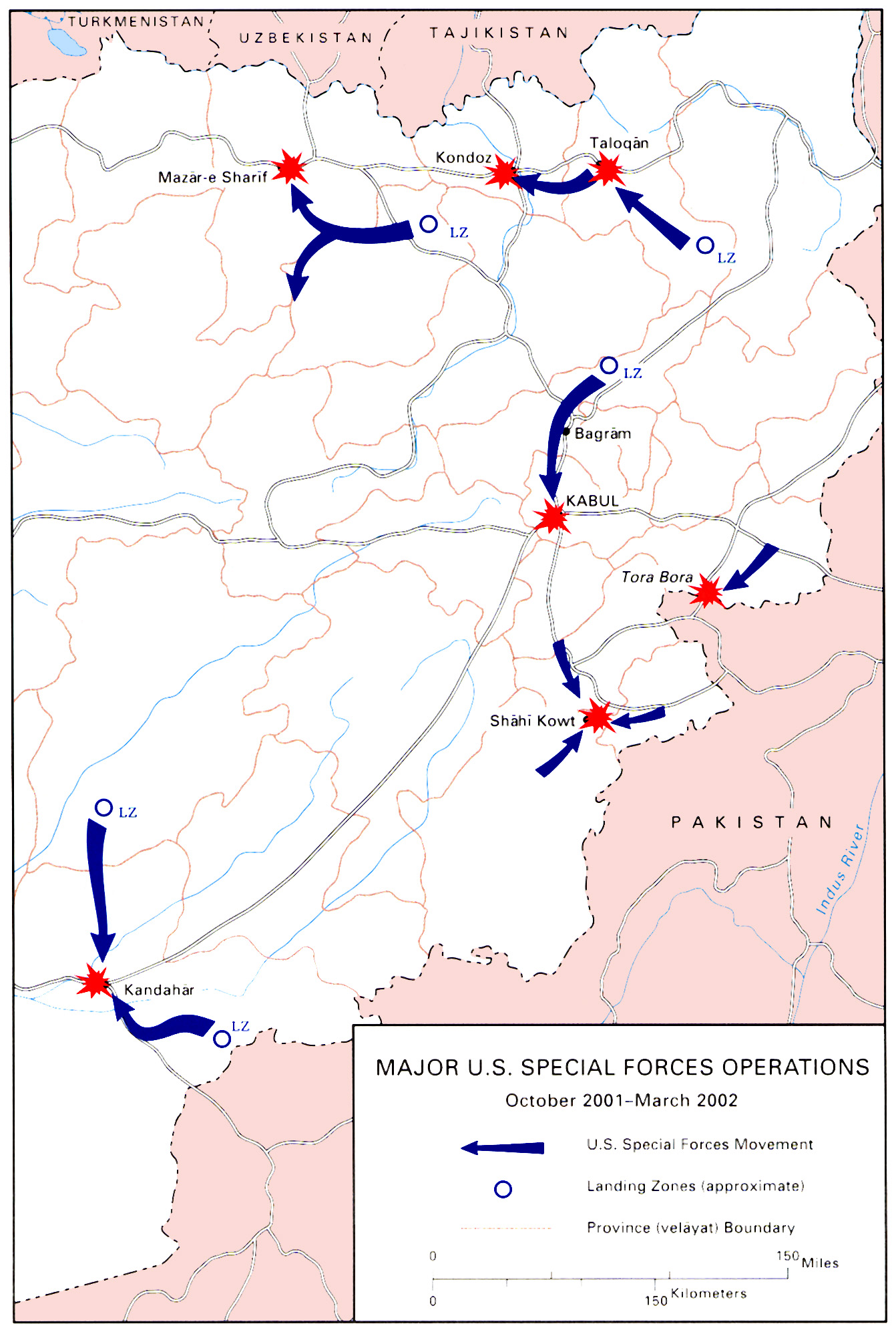

«سجلات الحرب» هي سجلات داخلية لجيش الولايات المتحدة بخصوص الحرب في أفغانستان، نشرت هذه السجلات على ويكيليكس في 25 يوليو، 2010. وقد قام ويكي ليكس بجعل هذه السجلات، وهي حوالي 91,731 وثيقة، تغطي فترة ما بين يناير 2004 وديسمبر 2009، متاحة لصحف ذا غارديان، ونيويورك تايمز، ومجلة دير شبيغل، التي نشرت تقارير في نفس اليوم بناءً على اتفاق مسبق. تم تصنيف أغلب الوثائق على أنها سرية، وبحسب نيويورك تايمز فإن هذا تصنيف منخفض نسبيًا للوثائق السرية. هذا التسريب الذي يعد الأضخم في تاريخ جيش الولايات المتحدة، يكشف عما يعتقده البعض من تغطية في الحرب في أفغانستان، ومن ذلك عدد القتلى من المدنيين، وهجمات طالبان المتزايدة، ومشاركة إيران وباكستان المزعومة في الحرب.

## المحتوى

### مزاعم دعم خارجي لحركة طالبان

#### باكستان
بحسب مجلة دير شبيغل الألمانية فإن «الوثائق تشير بوضوح إلى أن المخابرات الباكستانية هي الشريك الأكثر أهمية لطالبان في أفغانستان». وحصلت ذا غارديان على ملفات تظهر أن باكستان تسمح لأفراد من مخابراتها بالتعاطي مباشرة مع حركة طالبان. ووصفت صحيفة نيويورك تايمز اتصالات المخابرات الباكستانية مع حركة طالبان بأنها جلسات إستراتيجية سرية، كما قالت أن المخابرات الباكستانية تنظم شبكات لمجموعات مقاتلين يحاربون الجنود الأميركيين في أفغانستان، حتى أنها تحضر مؤامرات تهدف إلى اغتيال قادة أفغان.

#### إيران
أدلة بأن إيران قدمت دعماً كبيراً لطالبان تم كشفها. جاءت من مصادر مثل جواسيس أفغان ومخبرين مأجورين. الدعم الإيراني توسع من 2004 إلى اليوم فكما يدّعون أنها قدمت الأسلحة والمال ودعم مناهضة حزب شمال الأطلسي. لكن إيران تنفي ذلك.

#### شمال كوريا
الوثائق ذكرت أن الصحفي جف ستاين الذي يعمل لواشنطن بوست، أن قائد حزب الإسلام غلبودين حكمتيار وأمين الحق المسؤول المالي لأسامة بن لادن، كلاهما طارا إلى شمال كوريا في 19 نوفمبر 2005، واشتروا صواريخ يتحكم بها عن بعد لاستخدامها ضد الطائرات الأمريكية وقوات التحالف. جف ستاين صرح بأنه لم يجد تقارير تدّعي أن شمال كوريا تساند طالبان في التسلح.

## ردود الفعل

### الولايات المتحدة
عبر الرئيس الأمريكي باراك أوباما عن قلقه من أن تسريب معلومات خاصة قد يعرض أفرادًا وعمليات للخطر. لكنه قال لاحقًا في تصريح قصير في البيت الأبيض أن «هذه الوثائق لا تكشف النقاب عن مشاكل لم نتطرق إليها خلال نقاشنا العلني حول أفغانستان» وأشار إلى أن هذه الوثائق تشير إلى الصعوبات التي جعلته يعيد صياغة السياسة الأمريكية في أفغانستان.
قال مستشار الأمن القومي الأمريكي جيمس جونز إن «الولايات المتحدة تدين بشدة نشر معلومات سرية من جانب أشخاص ومنظمات بإمكانها وضع حياة الأميركيين وحلفائنا في خطر، وتهديد أمننا القومي» وقال أن موقع ويكيليكس لم يتصل بالحكومة الأمريكية، وأن الحكومة لم تعلم بالمستندات إلا عبر الصحافة.

#### وزارة الدفاع
قال رئيس قيادة الأركان المشتركة مايك مولن إن موقع ويكيليكس ربما يكون مسؤولًا عن مقتل جنود أمريكيين، وأن اتصالات أفغانية كشفت بسبب التسريب. وقال مولن أن مدير موقع ويكيليكس يمكن أن يقول أي شيء عن الخبر الذي ينشره هو ومصادره، لكن يمكن أن يكون مسؤولًا عن مقتل جندي شاب أو أسرة أفغانية. ودعت وزارة الدفاع الأمريكية موقع ويكيليكس إلى تسليمها 15,000 وثيقة سرية لم تنشر عن حرب أفغانستان، كما طالبتها بإزالة وثائق نشرت بالفعل.

### أفغانستان
قال الرئيس الأفغاني حامد كرزاي أنه وجه وزارة خارجيته ومستشاري الأمن لديه إلى فحص الوثائق المسربة، خاصة تلك المتعلقة بتورط باكستان في مقتل مدنيين. وقال إن «الحرب على الإرهاب ليست في قرى وبيوت أفغانستان.. وإنما في الملاذات ومصادر التمويل والتدريب، وجميعها موجودة خارج أفغانستان». وتساءل عن السبب الذي يمنع قوات الحلفاء من ضرب قواعد طالبان في باكستان، كما وصف الرئيس الأفغاني نشر الوثائق التي تتضمن أسماء مخبرين ساعدوا القوات الدولية بأنه عمل غير مسؤول يثير الصدمة.

### باكستان
قال سفير باكستان في الولايات المتحدة حسين حقاني أن نشر المستندات السرية هو عمل غير مسؤول، وأكد على أن بلاده ملتزمة بمكافحة المتطرفين الإسلاميين، وقال أن هذه المستندات تضمنت معلومات غير دقيقة، وأنها لا تعكس الواقع على الأرض.
وفي بيان للسفير الباكستاني، قال: «هذه التقارير لا تعكس شيئا أكثر من تعليقات صادرة عن مصدر واحد وعن إشاعات، وهي كثيرة على جانبي الحدود وتبين أنها خاطئة بعد دراستها بشكل أعمق» وبخصوص سياسة بلاده قال إن بلاده «تتبع إستراتيجية محددة بوضوح، من خلال محاربة وتهميش الإرهابيين. وأجهزة استخباراتنا المدنية والعسكرية تتبع هذه السياسة».
وقد دافعت وسائل الإعلام في باكستان عن جهاز المخابرات الباكستانية، وانتقدت الغرب لكيل الاتهامات لجهاز المخابرات الباكستانية، ووصفت الغرب بأنه قصير النظر وألقى اللوم على باكستان في إخفاق الحملة العسكرية بأفغانستان.

## مصدر التسريب
بدأ وزارة الدفاع الأمريكية ومكتب التحقيقات الفيدرالي التحقيقات في مصدر تسريب الوثائق.